# Rebel (John-Miles-Album)
Rebel ist das erste Soloalbum von John Miles. Es ist sein erfolgreichstes Album und enthält die Hitsingle Music.

## Entstehung und Erfolg
Als Miles bei Decca Records unterschrieb, stellte man ihn im Sommer 1975 dem Produzenten Alan Parsons vor (Miles sang später auf mehreren Titeln mehrerer Alben des Alan Parsons Project). Der erste Song, den sie aufnahmen, war Highfly. Er wurde als Single veröffentlicht und erreichte schließlich Platz 17 in Großbritannien, Platz 68 in den US Billboard Hot 100 und Platz 74 in Kanada.
Aufgrund des Erfolgs der Single wurde die Aufnahme eines ganzen Albums geplant, das im November–Dezember 1975 in den Abbey Road Studios aufgenommen wurde. Der Song Music wurde schließlich ein sofortiger Hit (er erreichte Platz 3 im Vereinigten Königreich und Platz 88 in den Vereinigten Staaten) und ist einer seiner denkwürdigsten Songs. Das Album erreichte die untere Ebene der U.S. Billboard 200 Album Charts mit Platz 171.
Der Titel des Albums basiert auf dem Albumcover, auf dem er mit einer großen Pistole auf den Schultern posiert, was an James Dean erinnert, der als Rebell gilt.
Laut Miles wurde "Music" in einer halben Stunde geschrieben und war ursprünglich als Grundlage für andere Songs gedacht, wurde aber wegen seines unverwechselbaren Charakters als kompletter Song entwickelt.

## Titelliste
Alle Titel wurden von Bob Marshall und John Miles geschrieben, sofern nicht anders angegeben.
Seite 1
1. Music (John Miles) – 5:58
2. Everybody Wants Some More – 3:38
3. Highfly – 3:53
4. You Have it All – 7:01

Seite 2
1. Rebel – 3:19
2. When You Lose Someone So Young – 4:35
3. Lady of My Life (John Miles) – 4:08
4. Pull the Damn Thing Down – 7:18
5. Music (Reprise) (John Miles) – 2:11